# Rollag
Rollag est une kommune de Norvège. Elle est située dans le comté de Buskerud.

## Géographie et population
Une partie de la population vit dans le village de Veggli (291 habitants). Le plus haut point de la commune est le sommet de Storegrønut (1289 m) qui se trouve sur la montagne de Veggli.

## Réserves naturelles
- Lunnane naturreservat, créée le 10. juin 2005, 207 ha
- Skirvedalen naturreservat, créée le 9. juillet 1993, 18 570 ha
- Trillemarka naturreservat, créée le 13. décembre 2002, 43 285 ha

Évolution de la population de Rollag de 1951 à 2010

## Stavkirke

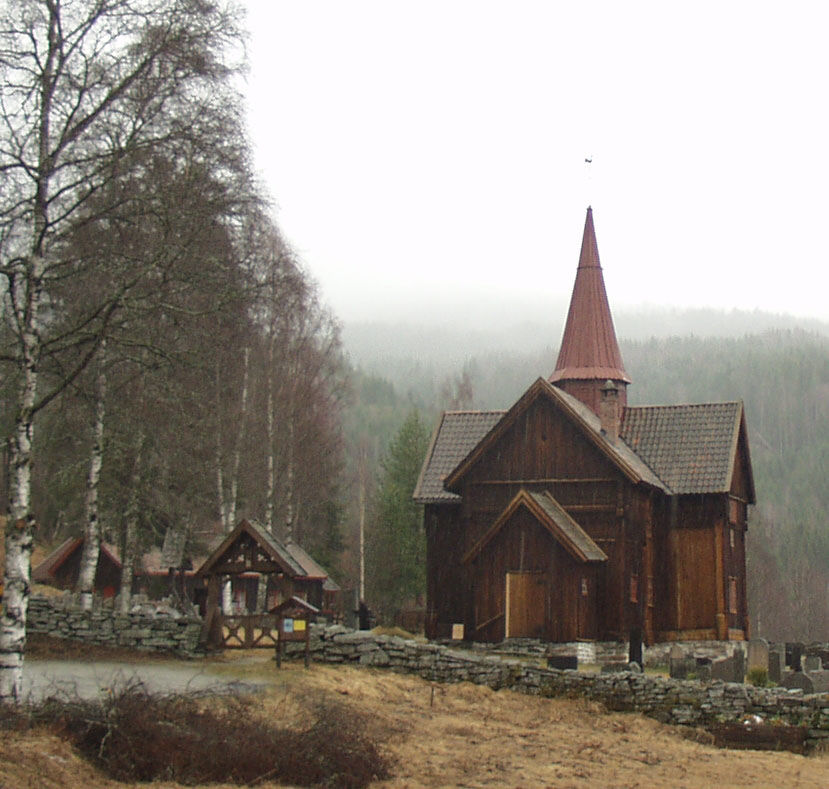
Stavkirke de Rollag

L'église en bois debout de Rollag est construite en croix dans la dernière moitié des années 1200. les plus anciennes références écrites à l'église datent de 1425.